# Grexit

Griekenland (donkergroen) in de Europese Unie (groen)

Grexit is een eventuele vrijwillige of gedwongen uitstap van Griekenland uit de eurozone en de terugkeer naar de drachme in dat land. Het is een porte-manteau van de Engelse woorden 'Greece' en 'exit'.
Dit neologisme kwam begin 2012 in gebruik als gevolg van de schuldencrisis in Griekenland. Een jaar later lanceerde de Griekse premier Antonis Samaras de term Greekovery, om de verbeterde toestand in zijn land aan te duiden. Sommige commentatoren gebruikten in verband met de moeilijkheden in Spanje ook de aanduiding 'spexit'.